# Oficina Católica Internacional del Cine
La Oficina Católica Internacional del Cine (OCIC), también conocida como Organización Católica Internacional del Cine, fue una asociación internacional católica dedicada a la difusión de los valores cristianos en el cine. Fue creada en 1928 y se dedicó a múltiples actividades relacionadas con la cinematografía, como la crítica cinematográfica, la publicación de estudios sobre cine y la concesión de premios. La OCIC desapareció como tal en 2001, al fusionarse con la Asociación Católica Internacional para la Radio y la Televisión (UNDA) para dar lugar a Signis, asociación católica internacional para la comunicación.
Durante su larga trayectoria, la OCIC llegó a tener presencia en más de ciento cuarenta estados y territorios, fue reconocida como organización consultora por la Unesco y el Consejo de Europa, participó en los jurados de numerosos festivales cinematográficos y otorgó sus propios premios cinematográficos en festivales.

## Historia
La postura inicial de la Iglesia católica hacia el cine fue de rechazo. Los clérigos advertían del peligro de toda modernidad y de los riesgos morales, psicológicos y fisiológicos del medio. Al cabo de un tiempo surgió una actitud más positiva, matizando que el peligro no estaba tanto en el medio como en el uso que se hiciera de él. En este ambiente ambivalente hacia la cinematografía se fundó la OCIC en 1928 en los Países Bajos, y cinco años más tarde estableció su sede en Bélgica. En 1936 Pío XI intentó compaginar las dos tendencias existentes en su encíclica Vigilanti cura, pero poco a poco se fue imponiendo la corriente más abierta al séptimo arte.
La OCIC celebró un congreso internacional en Bruselas en septiembre de 1933. En él se acordó que los católicos debían influir en el cine por tres medios diferentes: la producción cinematográfica, la creación de canales de distribución y exhibición que favorecieran a las películas católicas y la orientación mediante la crítica cinematográfica. Tras la terrible experiencia de la Segunda Guerra Mundial se retomaron estas reuniones. En mayo de 1951 se trató en Lucerna sobre la crítica de cine. Y en mayo de 1952 se debatió en Madrid acerca de la formación cinematográfica de los espectadores.
El interés de Pío XII por el tema hizo que se le conociera como "el Papa del Cine". En 1955 pronunció dos discursos que fueron reproducidos en la católica Revista Internacional del Cine: en junio el denominado «Características del Film Ideal» y en octubre «El cine debe estar al servicio del hombre». Finalmente, plasmó su visión en la encíclica Miranda Prorsus, de 8 de septiembre de 1957 y relativa a los medios de comunicación de masas en general.
La OCIC dedicó un nuevo congreso internacional celebrado en París en junio de 1958 a la promoción de las "buenas películas". Estas no serían tan solo las que se ajustasen a los valores religiosos y morales defendidos por la Iglesia Católica, sino que también deberían abordar contenidos interesantes usando con habilidad los recursos formales y técnicos. El objetivo de la OCIC con todos estos debates congresuales era formar al espectador católico tanto para que pudiera percibir los contenidos perjudiciales de los filmes como para que sus preferencias influyeran en la industria cinematográfica.
De esta forma, la OCIC ya no se interesaba tanto por hagiografías, ni siquiera por películas de temática expresamente religiosa como Balarrasa (1951), sino por filmes que ni siquiera fueran necesariamente católicos pero trataran asuntos que interesasen a los católicos desde una perspectiva compatible con los postulados eclesiásticos. Durante un tiempo el referente fue Federico Fellini, con películas como La strada (1954) y Las noches de Cabiria (1957). Pero la ambigüedad de La dolce vita (1960) interrumpió esta fascinación. El séptimo sello (1957) y El manantial de la doncella (1960) pusieron el punto de mira de la OCIC en Ingmar Bergman. Otro cineasta que llamó la atención de la entidad fue Pier Paolo Pasolini gracias a su El Evangelio según San Mateo (1964).
La OCIC continuó realizando sus actividades hasta 2001, año en que se fusionó con Unda, la organización internacional católica dedicada a radio y televisión. En ese momento contaba con ciento sesenta organizaciones miembros pertenecientes a ciento cuarenta países y tenía reconocido el estatus de organismo consultivo tanto en la Unesco como en el Consejo de Europa. Como resultado de la fusión nació SIGNIS, la Asociación Católica Mundial para la Comunicación.

## Premios OCIC
Desde 1947 la OCIC comenzó a participar en jurados de festivales de cine. Pronto comenzó a otorgar sus propios premios en los principales festivales, conocidos como "Premio OCIC". Los festivales de Cannes, Berlín y Venecia —entre otros muchos— contaron con dichos premios, que, independientemente de su orientación religiosa, contaron con gran prestigio. El Festival de San Sebastián contó con premios OCIC desde la edición de 1957. Desde 2001 la existencia de dichos galardones se vio prolongada por los premios SIGNIS.